# San Martín Zacatempa
San Martín Zacatempa är en ort i Mexiko.   Den ligger i kommunen Tochimilco och delstaten Puebla, i den sydöstra delen av landet, 80 km sydost om huvudstaden Mexico City. San Martín Zacatempa ligger 2 255 meter över havet och antalet invånare är 721.
Terrängen runt San Martín Zacatempa är bergig. Runt San Martín Zacatempa är det ganska tätbefolkat, med 62 invånare per kvadratkilometer. Närmaste större samhälle är Atlixco, 18,3 km öster om San Martín Zacatempa. I omgivningarna runt San Martín Zacatempa växer huvudsakligen savannskog.